# 린다 해밀턴
린다 해밀턴(Linda Hamilton, 1956년 9월 26일 ~ )은 미국의 배우이다. 1979년 《나이트 플라워즈》로 데뷔하였다. 1984년 영화 《터미네이터》에서 사라 코너 역을 맡아 유명해지게 되었으며 1991년 《터미네이터 2》에도 출연하였다. 2009년 《터미네이터: 미래전쟁의 시작》에서는 사라 코너의 성우 역할을 맡았다.

## 출연작품
- Night - Flowers (1979)
- 터미네이터 (1984) (사라 코너 역)
- 터미네이터 2 (1991) (사라 코너 역)
- 터미네이터: 미래 전쟁의 시작 (2009) (사라 코너 역) (성우출연)
- 터미네이터: 다크 페이트 (2019) (사라 코너 역)
- 킹콩 2 (1986) (에이미 프랭클린 役)
- 단테스 피크